# Le Cimetière juif
Le Cimetière juif est une huile sur toile de Jacob van Ruisdael composée vers 1655 et conservée au Detroit Institute of Arts.
Des historiens de l'art ont conclu d'après des dessins antérieurs de van Ruisdael que la scène est en fait une combinaison de deux endroits : une vue du cimetière Beth Haim d'Ouderkerk sur l'Amstel et les ruines de l'abbaye d'Egmond. D'après Seymour Slive, cette peinture est une allégorie sur la fragilité de la vie.
Une peinture semblable, mais aux dimensions inférieures et dont les teintes se sont obscurcies avec le temps, est conservée à la Gemäldegalerie Alte Meister de Dresde. 

## Description
Ce tableau est documenté en 1835 par John Smith, qui écrit : « Ce tableau grandiose et émouvant dépeint les ruines d'une église et d'un couvent au sommet d'une colline, occupant toute l'étendue de la vue au second plan, dont la déclivité présente un cimetière, parsemé de grandes pierres. Au premier plan, on aperçoit un arbre brisé qui s'étend le long d'un cours d'eau rapide, une tombe de marbre noir sur laquelle est gravée une inscription, une rangée de trois sarcophages et, à gauche, quelques grands arbres ombragés, dont le feuillage aux teintes verdoyantes est contrasté par le tronc sans feuilles d'un hêtre. Trois personnes en noir se trouvent près d'un petit tombeau sur le flanc de la colline, méditant au milieu des tombes. La grandeur et la solennité de la scène sont mises en valeur par des nuages tourbillonnants, dans lesquels on perçoit les couleurs évanescentes d'un arc-en-ciel ».

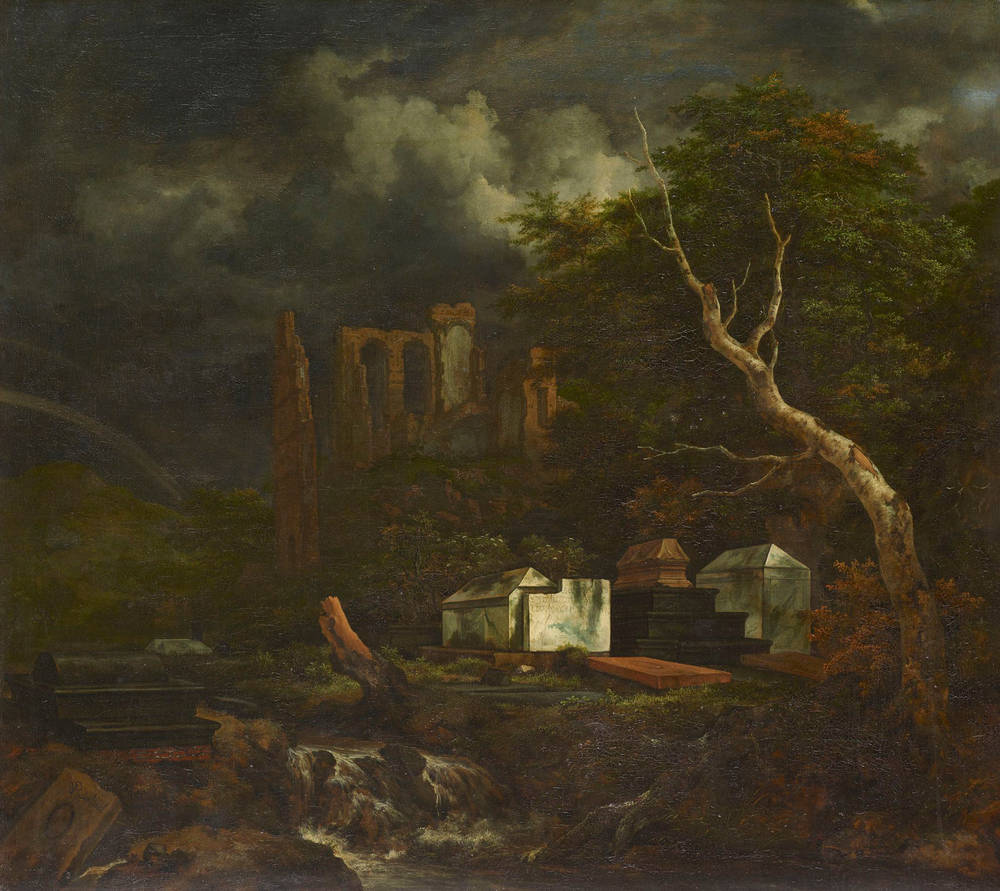
Le Cimetière juif, version exposée à la Gemäldegalerie Alte Meister de Dresde.

## Postérité
Le tableau fait partie des « 105 œuvres décisives de la peinture occidentale » constituant le musée imaginaire de Michel Butor.